# Hare Raising Havoc
Hare Raising Havoc – komputerowa gra zręcznościowa wydana przez firmę Disney Software w 1991 roku na platformy MS-DOS i Amiga. Gra stanowi luźne nawiązanie do filmu produkcji Disneya z 1988 roku Kto wrobił królika Rogera?
Gra znana jest również pod tytułem Roger Rabbit in Hare Raising Havoc. Do każdego egzemplarza gry dołączono egzemplarz gazety ToonTown Times.

## Fabuła
Rogerowi zostaje powierzone zadanie zajęcia się niemowlakiem Hermanem pod nieobecność jego mamy. Niestety malec znika, a Roger musi czym prędzej go odnaleźć. Zadaniem gracza jest kierowanie poczynaniami królika, który w interakcji z obiektami w pomieszczeniach musi przedostawać się z jednego do drugiego (gdyż są one oczywiście zamknięte). Zasada opuszczania pomieszczeń przypominają metodę działania maszyn Rube Goldberga - proste czynności należy wykonać w dosyć zawiły, często pokręcony sposób. Całej zabawie towarzyszy upływający czas, który wymusza na grającym nieomalże bezbłędną znajomość przechodzenia przez kolejne pomieszczenia.